# Blabomma guttatum
Blabomma guttatum là một loài nhện trong họ Dictynidae.
Loài này thuộc chi Blabomma. Blabomma guttatum được Ralph Vary Chamberlin & Wilton Ivie miêu tả năm 1937.